# Anytime Anywhere (Milet)
Anytime Anywhere è una singolo della cantante giapponese Milet, pubblicato il 29 settembre 2023.
È stato utilizzato come sigla di chiusura nella serie televisiva anime Frieren - Oltre la fine del viaggio. È stata scritta da Milet, Daisuke Nakamura e Kōichirō Nomura. Il produttore della canzone è invece Evan Call, che ha composto la colonna sonora dell'anime. Commercialmente, la canzone ha ricevuto un discreto successo, raggiungendo il 55º posto nella Billboard Japan Hot 100.

## Descrizione
A settembre 2022 è stato annunciato che il manga Frieren - Oltre la fine del viaggio avrebbe ricevuto un adattamento come anime e un anno dopo, è stato pubblicato un trailer che ha annunciato che le sigle di apertura e di chiusura sarebbero state, rispettivamente, Yūsha degli Yoasobi e Anytime Anywhere di Milet. La canzone è stata successivamente pubblicata come singolo digitale il 29 settembre 2023, lo stesso giorno in cui ha iniziato a essere trasmesso l'anime. L'11 dicembre, Milet ha annunciato che il suo ottavo EP, recante lo stesso nome, sarebbe uscito il 31 gennaio 2024.

### Video musicale
Il video musicale del singolo è stato pubblicato sul canale YouTube della cantante il 6 ottobre 2023.

### Esibizioni dal vivo
Milet ha eseguito la canzone durante il suo tour 5am Tour.